# Antonio Dorado Soto
Antonio Dorado Soto (ur. 18 czerwca 1931, zm. 17 marca 2015) – hiszpański biskup Guadix, Kadyksu i Malagi.

## Życiorys
1 kwietnia 1956 roku został wyświęcony na kapłana, a 31 marca 1970 roku został wyznaczony na biskupa diecezji Guadix. 10 maja 1970 roku otrzymał święcenia biskupie. 1 września 1973 wyznaczony na biskupa Kadyksu, a 26 marca 1993 na biskupa Malagi. 10 października 2008 roku przeszedł na emeryturę. Zmarł w wieku 83 lat.